# Europa (Schiff, 1901)
Das Dampfschiff Europa war zunächst ein Fahrgastschiff und wurde später als Schlepper genutzt.

## Geschichte
Die Reederei Grüttke, die zunächst in Spandau ansässig gewesen war und ihren Sitz dann nach Brandenburg an der Havel verlegt hatte, nahm kurz nach der Jahrhundertwende einen Ausflugsbetrieb auf. Sie nutzte dazu den Dampfer Europa, der 1901 auf der Schichau-Werft in Elbing gebaut worden war, und bald darauf zusätzlich noch die bei Klawitter in Danzig gebaute Odin. Laut Kurt Groggert war die Europa 30 Meter lang und 5,50 Meter breit. Uwe Giesler gibt in seiner Schiffsdatenbank eine Länge von etwa 32 Metern an; die Maße schwanken in Gieslers detaillierten Notizen für einzelne Jahre immer wieder ein wenig. Paul Grüttkes Europa fuhr häufig im Charter für die Reederei Nobiling. Sie konnte mehr als 300 Fahrgäste befördern. Sie fuhr vor allem im Gebiet der unteren Havel zwischen Spandau, Paretz und Brandenburg, ebenso wie die Odin. Auf diesem Gebiet wurden auch die Schiffe Deutschland und Freya der Reederei Stein, Fahrzeuge der Reederei Bittkow aus Dorotheenhof sowie die Marie-Louise, die Lotte-Udo und der Dampfer Valencia eingesetzt. 1939 verkaufte Paul Grüttke die Europa, die fortan als Schlepper genutzt wurde.
Die Europa wurde nie zum Motorschiff umgerüstet, scheint aber einmal einen neuen Antrieb bekommen zu haben: Ihre erste Dampfmaschine leistete laut Giesler 250 PS, ab 1937 verzeichnet Giesler eine dreizylindrige Dampfmaschine mit einer Leistung von 350 PS. Giesler vermutet, dass das Schiff, das ab 1947 Neva bzw. Newa hieß, verschrottet wurde, nachdem es im September 1968 aus dem Schiffsregister gelöscht worden war. Er ergänzt gegenüber Groggert einige Daten zu den Besitzverhältnissen bzw. den Betreibern. Das Schiff sei 1914 zum Heeres-Beschaffungsamt gekommen und sei nach dem Ersten Weltkrieg in Berlin in Fahrt gewesen. In diese Zeit falle auch die Phase, in der es an Nobiling verchartert gewesen sei. Schon 1937 sei es nach Groß Wusterwitz verkauft und unter dem neuen Eigentümer Wilhelm Eggert zum Schlepper umgebaut worden. Hier weichen also Gieslers Angaben von denen Groggerts ab. Den Namen Neva habe es 1947 bei der Sowjetischen Staatlichen Oderschiffahrts AG (SOAG) bekommen; ab 1952 sei der Name aber Newa geschrieben worden. Als Betreiber ab 1952 nennt Giesler die Deutsche Oderschiffahrt (DOS), ab 1957 habe der VEB Binnenreederei das Schiff betrieben.